# KSV Geraardsbergen
KSV Geraardsbergen is een Belgische voetbalclub uit Geraardsbergen. De club is aangesloten bij de KBVB met stamnummer 290 en heeft geel, rood en blauw als kleuren. De club speelde in zijn geschiedenis twee decennia in de nationale reeksen.

## Geschiedenis
De club werd in 1921 opgericht als Sport Kring Geeraardsbergen en sloot zich op 21 december aan bij de Belgische Voetbalbond. Bij de invoering van de stamnummers in 1926 kreeg SK nummer 290 toegekend. De club speelde de eerste jaren in de provinciale reeksen.
In 1937 bereikte men voor het eerst de nationale bevorderingsreeksen, in die tijd het derde niveau. Geraardsbergen eindigde er echter voorlaatste in zijn reeks en zakte na een seizoen weer. Tijdens de Tweede Wereldoorlog, in 1943, keerde men terug in Bevordering. Ditmaal wist de club er wel stand te houden. Een laatste plaats in 1948 betekende een nieuwe degradatie na vier seizoenen.
Na twee jaar provinciaal voetbal keerde Geraardsbergen in 1950 nog eens terug in Bevordering. Dat jaar werd de club ook koninklijk en de naam werd KSK Geeraardsbergen. Men wist zich weer te handhaven in Bevordering. In 1952 werden grote competitiehervormingen doorgevoerd. Men creëerde een nieuwe Vierde Klasse, die voortaan de bevorderingsreeksen zou vormen, en het aantal clubs in de hogere reeksen werd gereduceerd. Door de inkrimping moest ook Geraardsbergen een niveau zakken. De club bleef zo weliswaar in de nationale reeksen spelen, maar dit was nu een niveau lager. Men bleef er de volgende jaren nog spelen, tot de club door een voorlaatste plaats in 1956 weer degradeerde.
Na drie seizoenen keerde de club in 1959 nog eens terug in Vierde Klasse. Men bleef er verschillende seizoenen in de middenmoot spelen. In 1965 werd de spelling van de clubnaam licht gewijzigd in KSK Geraardsbergen. In 1966 eindigde men laatste en na zeven jaar zakte men nogmaals naar Eerste Provinciale.
Ditmaal kon KSK Geraardsbergen niet vlug terugkeren in de nationale reeksen. Het duurde 13 seizoenen tot de club in 1979 nog eens nationaal voetbal haalde. Het verblijf was er van korte duur, want een voorlaatste plaats in 1981 betekende opnieuw de degradatie na twee seizoenen.
In 1981 kwam het ook tot een fusie met een andere club uit de stad, VK Geraardsbergen die in het rood-blauw speelde en bij de Voetbalbond was aangesloten met stamnummer 7350. De fusieclub werd Koninklijke Sport-Vereniging Geraardsbergen genoemd en speelde verder met stamnummer 290 van KSK Geraardsbergen. De nieuwe clubkleuren werden een samenstelling van de kleuren van de twee vorige clubs: rood, geel en blauw. Men ging spelen aan de Molendreef. KSV Geraardsbergen bleef de volgende decennia in de provinciale reeksen spelen en pendelde regelmatig tussen Eerste en Tweede provinciale.
In 2010 vertrok een deel van het jeugdbestuur met verschillende jeugdspelers naar VK Onkerzele, bij de KBVB aangesloten met stamnummer 8349, dat verder speelde als Jong Geraardsbergen.
In 2025 kwam er een nieuwe fusie met Rapide Santos Club Ophasselt en werd de naam van de club veranderd in KSK United Geraardsbergen.